# Рохус, Кристоф
Кристоф Филипп Рохус (фр. Christophe Philippe Rochus; родился 15 декабря 1978 года в Намюре, Бельгия) — бельгийский теннисист, старший брат Оливье Рохуса. Победитель одного турнира ATP в парном разряде.

## Общая информация
Кристоф — средний из трёх сыновей Жана-Поля и Анны Рохусов; его братьев зовут Оливье и Пьер. По профессии родители медики.
Начал играть в теннис в шесть лет. Кумиром в период взросления был Стефан Эдберг.
С девушкой Софи есть два ребёнка: дочь Елена и сын Артур.

## Игровая карьера
Свой первый титул в профессиональном турнире Кристоф Рохус завоевал в апреле 1998 года, в 19 лет выиграв турнир серии «фьючерс» в Хатфилде (Великобритания) после побед над двумя сеяными соперниками. В июле в Тампере (Финляндия) он вышел в первый в карьере финал турнира класса «челленджер» в паре с Юлианом Ноулом, а в ноябре в Пуэбле (Мексика) показал такой же результат в одиночном разряде. На следующий год Кристоф провёл свои первые игры за сборную Бельгии в Кубке Дэвиса.
Начало 2000 года было ознаменовано для Рохуса первым и, как оказалось впоследствии, единственным титулом на турнирах АТР-тура: он и француз Жюльен Бутте выиграли Открытый чемпионат Ченнаи в Индии, победив в финале пару хозяев корта. В конце января Кристоф показал лучший в карьере результат в турнирах Большого шлема. Занимая в рейтинге 120-е место, он победил в первом раунде 20-ю ракетку мира Альберта Косту и дошёл до четвёртого раунда, где уступил второй ракетке мира Евгению Кафельникову. Сам Рохус называет этот результат самым запоминающимся событием в своей карьере, наряду с ещё одним достижением того же года — победой в плей-офф Мировой группы Кубка Дэвиса над итальянцем Давиде Сангвинетти. В сентябре 2000 года в Палермо Кристоф встретился в своём первом одиночном полуфинале турнира АТР с младшим братом Оливье Рохусом, проиграв 5-7, 4-6. Этот и следующий год он закончил в рейтинге как вторая ракетка Бельгии (после Ксавье Малисса). В 2002 году состоялась очередная встреча братьев Рохусов — на этот раз в первом раунде Уимблдонского турнира; в этом матче — первой игре между братьями в рамках этого турнира с 1988 года — Оливье снова оказался сильней.
В 2003 году Кристоф Рохус впервые добрался до финала турнира АТР в одиночном разряде. Это произошло в Валенсии, где бельгиец — 134-й в мировой табели о рангах — обыграл трёх соперников из первой сотни рейтинга, прежде чем уступить третьей ракетке мира Хуану Карлосу Ферреро. Но лучший сезон в его карьере был ещё впереди: в 2005 году Рохус дошёл до полуфинала турнира Мастерс в Гамбурге, нанеся по ходу поражение Гастону Гаудио, занимавшему в рейтинге шестое место. Этот результат позволил ему впервые в карьере войти в число 50 сильнейших теннисистов мира, и он включает его в число самых памятных достижений карьеры. Двумя месяцами позже на Открытом чемпионате Австрии Кристоф вышел в паре с Оливье во второй за карьеру финал турнира АТР в парном разряде. Этот сезон он окончил на 41-м месте в одиночном рейтинге АТР. 2006 год начался с выхода в парный финал Открытого чемпионата Катара (снова вместе с Оливье). Бельгийская пара победила во втором раунде занимающих места в третьем десятке рейтинга Франтишека Чермака и Леоша Фридля, в финале проиграв одной из сильнейших пар мира Йонас Бьоркман и Максим Мирный. По ходу года Кристоф достиг рекордных в своей карьере позиций как в одиночном, так и в парном разряде, заработал более 400 тысяч долларов призовых и впервые окончил год в числе ста сильнейших теннисистов мира в обоих разрядах.
В дальнейшем основные успехи Рохуса приходились на «челленджеры». Высокие нагрузки в ходе тренировок и выступлений привели к тому, что у него начались судороги в икроножных мышцах, и это помешало продолжению успешной карьеры. Свой последний матч за сборную Бельгии в Кубке Дэвиса он провёл в марте 2010 года, а в октябре объявил о завершении выступлений.

## Положение в рейтинге в конце года
| Разряд    | 1994  | 1996  | 1997 | 1998 | 1999 | 2000 | 2001 | 2002 | 2003 | 2004 | 2005 | 2006 | 2007 | 2008 | 2009 | 2010 | 2011  | 2012  |
| --------- | ----- | ----- | ---- | ---- | ---- | ---- | ---- | ---- | ---- | ---- | ---- | ---- | ---- | ---- | ---- | ---- | ----- | ----- |
| Одиночный | 1 209 | 919   | 420  | 204  | 121  | 74   | 69   | 143  | 84   | 113  | 41   | 78   | 194  | 69   | 86   | 249  | 1 510 | 1 005 |
| Парный    | -     | 1 015 | 452  | 345  | 450  | 194  | -    | 248  | 255  | 316  | 150  | 73   | 338  | 500  | 463  | 385  | 991   | 1 139 |

## Выступления на турнирах

### Финалы турнировATPв одиночном разряде (2)
| Титулы                      |
| --------------------------- |
| Турниры Большого шлема (0)* |
| Итоговый турнир ATP (0)     |
| ATP Мастерс 1000 (0)        |
| ATP International Gold (0)  |
| АТР 250 (0+1)               |

| Титулы по покрытиям | Титулы по месту проведения матчей турнира |
| ------------------- | ----------------------------------------- |
| Хард (0+1)*         | Зал (0)                                   |
| Грунт (0)           | Зал (0)                                   |
| Трава (0)           | Открытый воздух (0+1)                     |
| Ковёр (0)           | Открытый воздух (0+1)                     |

* количество побед в одиночном разряде + количество побед в парном разряде.
| Результат | №  | Дата            | Турнир                | Покрытие   | Соперник в финале   | Счёт    |
| Поражение | 1. | 4 мая 2003      | Валенсия, Испания     | Грунт      | Хуан Карлос Ферреро | 2-6 4-6 |
| Поражение | 2. | 26 февраля 2006 | Роттердам, Нидерланды | Хард (зал) | Радек Штепанек      | 0-6 3-6 |

### Финалы турнировATPв парном разряде (3)
| Результат | №  | Дата          | Турнир            | Покрытие | Партнёр      | Соперники в финале            | Счёт           |
| Победа    | 1. | 9 января 2000 | Ченнаи, Индия     | Хард     | Жюльен Бутте | Саурав Панджа Сринатх Прахлад | 7-5 6-1        |
| Поражение | 1. | 31 июля 2005  | Кицбюэль, Австрия | Грунт    | Оливье Рохус | Андрей Павел Леош Фридль      | 2-6 7-6(5) 0-6 |
| Поражение | 2. | 7 января 2006 | Доха, Катар       | Хард     | Оливье Рохус | Йонас Бьоркман Максим Мирный  | 6-2 3-6 [8-10] |